# London Underground 1992 Stock
De London Underground 1992 Stock (Type 1992) is een treintype dat gebruikt wordt in de Londense metro. Ze worden ingezet op de Central Line en de Waterloo & City Line, twee deep-level lijnen.

## Prototypes
Voordat deze serie besteld werd, werden er drie prototypes bij drie verschillende leveranciers besteld, 1986 Tube Stock genoemd. Het waren vierwagenstellen met elk een eigen kleur; rood, blauw en groen. Van laatstgenoemde is een rijtuig bewaard gebleven, de rest is gesloopt nadat in 1989 een treinstel was ontspoord. De opgedane ervaring met dit materieel werd gebruikt voor het ontwerp van Type 1992, maar dat bleek later geen garantie te zijn voor een probleemloze inzet.

## Central Line
De treinen werden gebouwd door Asea Brown Boveri, het latere ADtranz en onderdeel van Bombardier Transportation. Voor de Central Line werden 85 8-wagentreinen gebouwd. Het zijn in feite vier permanent gekoppelde tweewagenstellen met alleen cabines aan de voor- en achterzijde van de trein. De tractiemotoren zijn gelijkstroom seriemotoren die elektronisch aangestuurd worden. Het waren de eerste treinen van de Underground die zijn uitgerust met een digitale automatische treinomroep. Op de Central Line rijden de treinen geheel automatisch, al is er een bestuurder aanwezig die het deurensluitcommando geeft. De treinen zijn hiertoe uitgerust met ATO (Automatic Train Operation) voor het automatisch rijden van de trein en ATP (Automatic Train Protection) voor het bewaken van de ter plaatse geldende maximumsnelheid. De treinen kwamen vanaf april 1993 in dienst, en vervingen de 1962 Tube Stock. De treinstellen van Type 2009 op de Victoria Line lijken veel op deze treinstellen, maar zijn technisch totaal verschillend.

## Waterloo & City Line
Voor de Waterloo & City Line werden vijf vierwagentreinen gebouwd die vrijwel identiek zijn aan die van de Central Line. De treinen bestaan uit twee rug-aan-rug gekoppelde tweewagenstellen met alleen aan de uiteinden van de trein een cabine. Zij vervingen in 1992 de treinstellen Class 487 uit 1940. Omdat de W&C Line toen nog bij British Rail (Network SouthEast) hoorde, werden ze in een lichtblauwe kleur geleverd (maar zonder geel front) en werden ze ondergebracht in de Class 482. Per 1 april 1994 hoort deze lijn, en ook dit materieel bij de London Underground, maar de treinstellen werden vrijwel niet gewijzigd. Toen de W&C Line in 2006 werd gerenoveerd, werden ook de treinstellen aangepast. De opvallendste verandering is de nieuwe kleurstelling, gelijk aan die van de 8-wagentreinen. In tegenstelling tot het materieel van de Central Line hebben deze treinstellen geen ATO en APT, maar tripcock beveiliging, een eenvoudig mechanisch systeem dat de noodrem bedient als de trein een rood sein passeert.

## Technische problemen
De treinstellen van Type 1992 werden geplaagd door technische problemen. Het ernstigste incident vond plaats op 25 januari 2003 toen bij station Chancery Lane een tractiemotor uit het draaistel viel, waardoor een deel van de trein ontspoorde en tegen de tunnelwand botste. De hele vloot van Type 1992 ging maandenlang buiten dienst om de constructie te verbeteren.
De treinstellen zijn naderhand uitgerust met een antiblokkeersysteem omdat de wielen veel last hadden van vlakke plaatsen.

## Revisie
In 2011 - 2012 hebben de treinstellen een grote revisie ondergaan (ongeveer halverwege de levensduur). De bekleding van de banken en de verlichting werden vernieuwd. De gerenoveerde treinen zijn te herkennen aan een vernieuwd front, waar meer rood te zien is waar ze eerst vooral grijs waren.
In 2019 begon een nieuw revisieproject voor dit materieel, CLIP genoemd (Central Line Improvement Programme). In dit project wordt het interieur vernieuwd met o.a. nieuwe bekleding van de banken, LED-verlichting en plaats voor rolstoelen. Ook klinkt er een nieuwe stem door het omroepsysteem.

Omdat de gelijkstroom seriemotoren veel last hebben van koolborstelslijtage worden de tractiemotoren (en noodzakelijkerwijs de hele tractie-installatie) vervangen door driefase wisselstroommotoren. In augustus 2017 kreeg Bombardier de opdracht om de 85 8-wagentreinen van de Central line uit te rusten met draaistroommotoren en MITRAC tractie-installaties.

De werkzaamheden worden uitgevoerd in de TFL-werkplaats Acton Works in west Londen. Door allerlei vertragingen kwam de eerste gerenoveerde trein pas in november 2023 in dienst. Naar verwachting komt de laatste in 2029 in dienst, en kunnen ze tot begin jaren 2040 mee.

## Fotogalerij

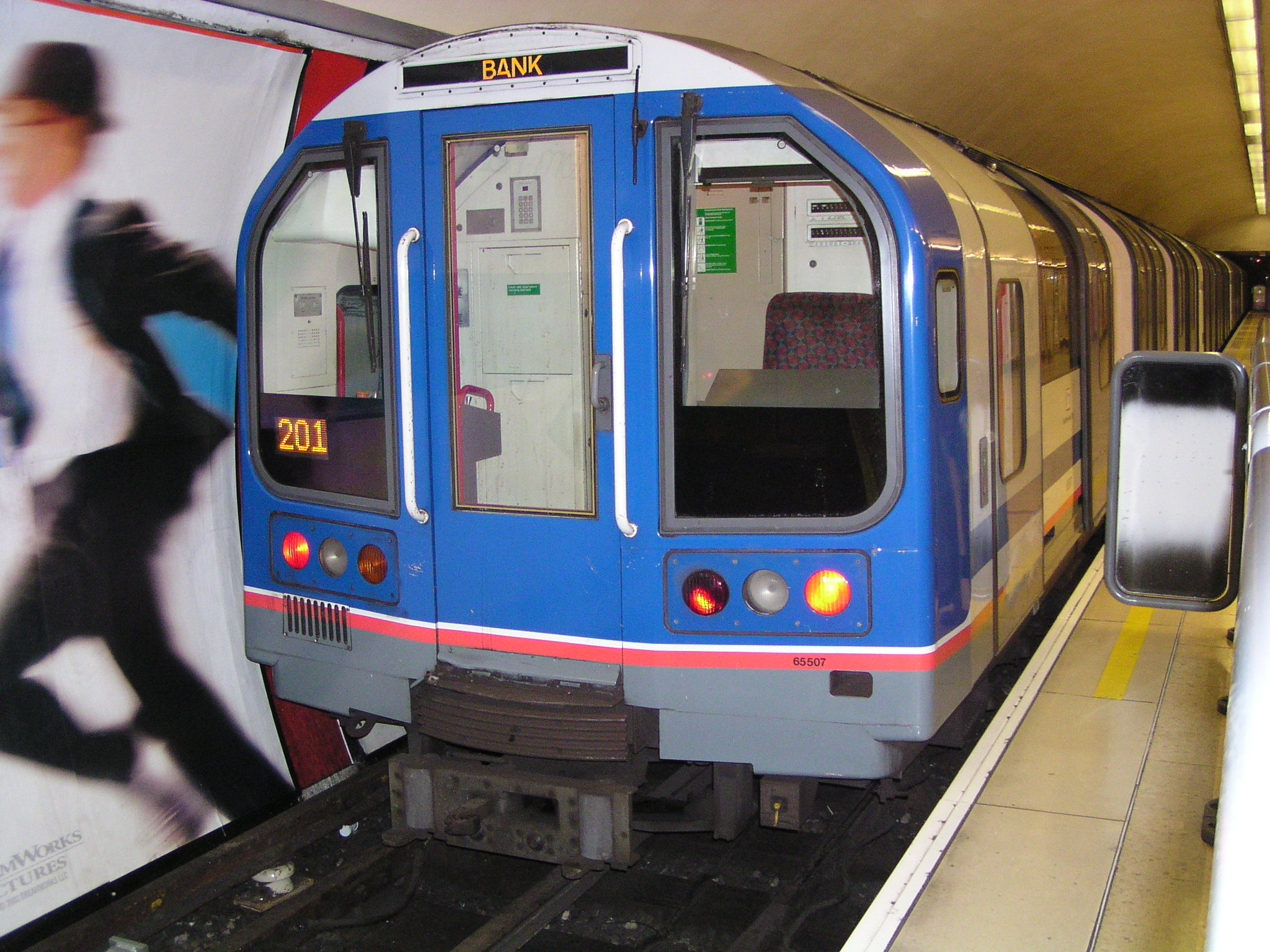
Waterloo & City Line 1992 Stock in het station Bank in Network SouthEast kleurstelling
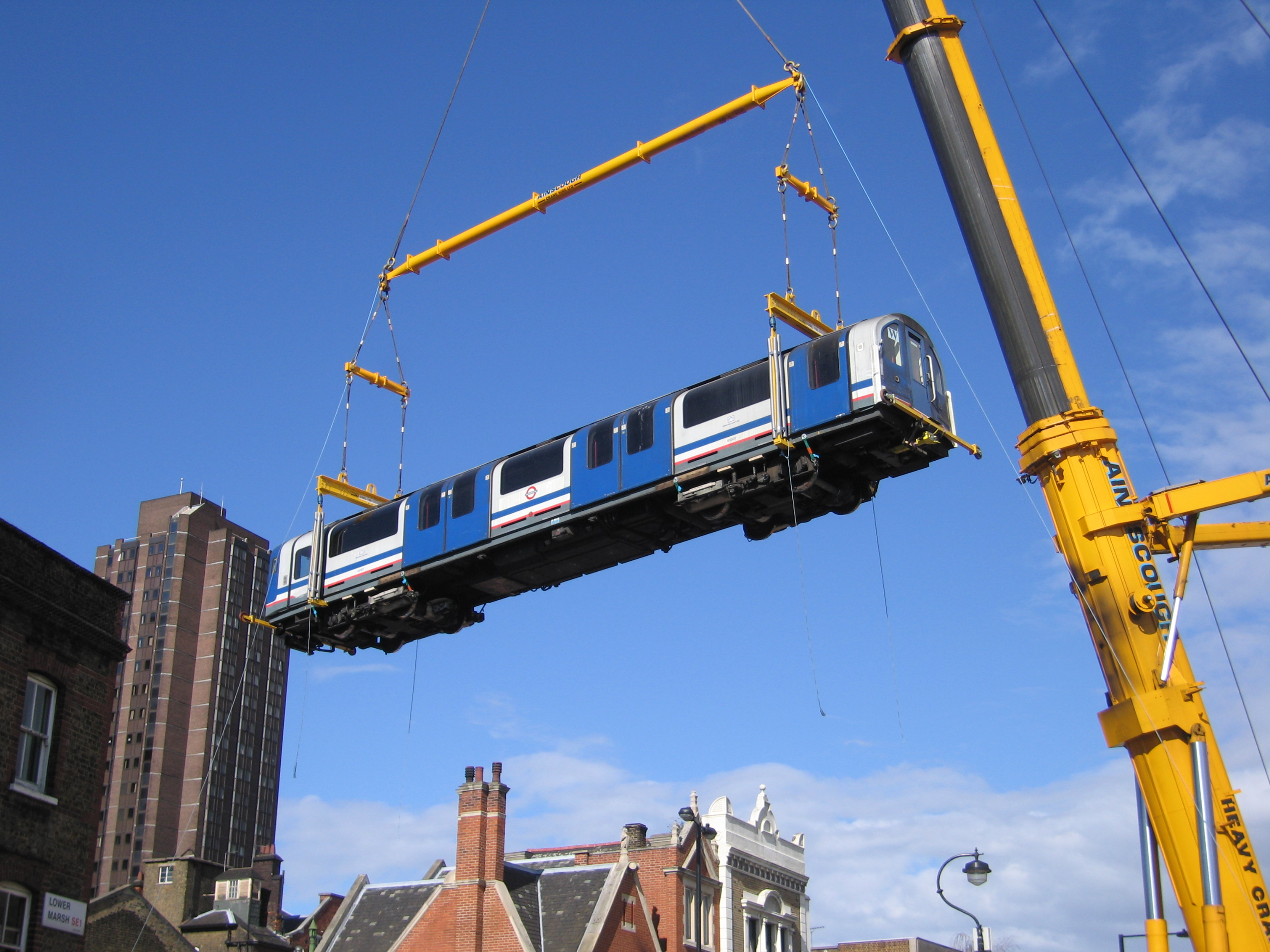
Een rijtuig van de 1992 stock wordt door een kraan uit de Waterloo & City Line-tunnels gehesen.
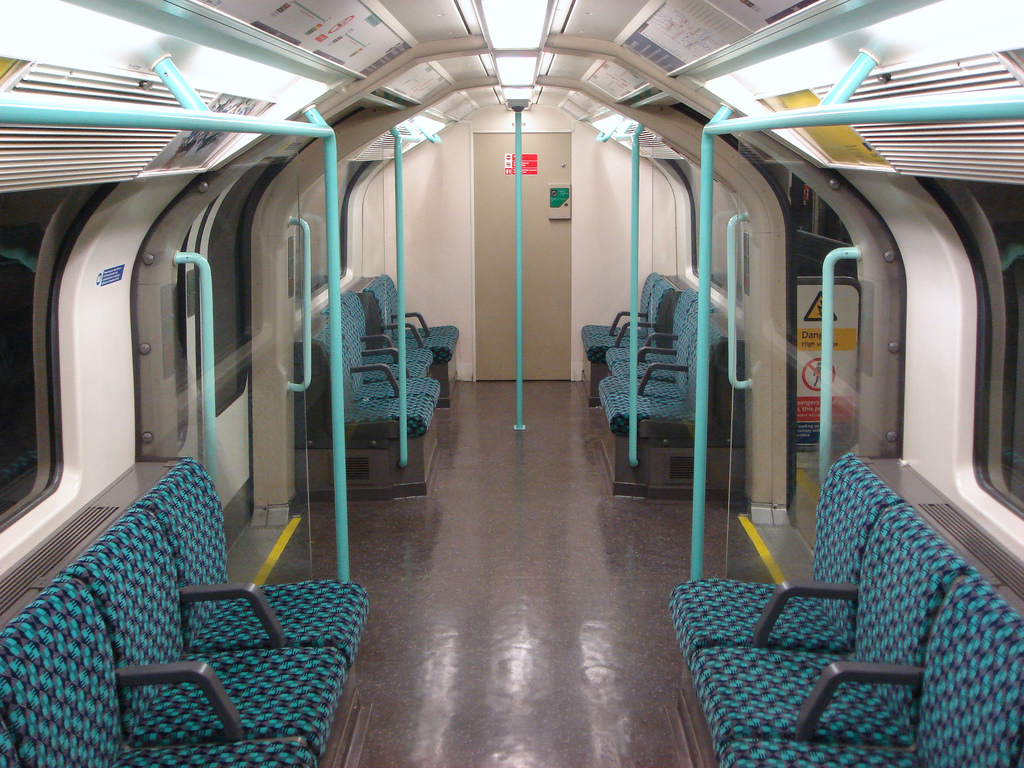
Interieur van een Waterloo & City Line-trein na de renovatie
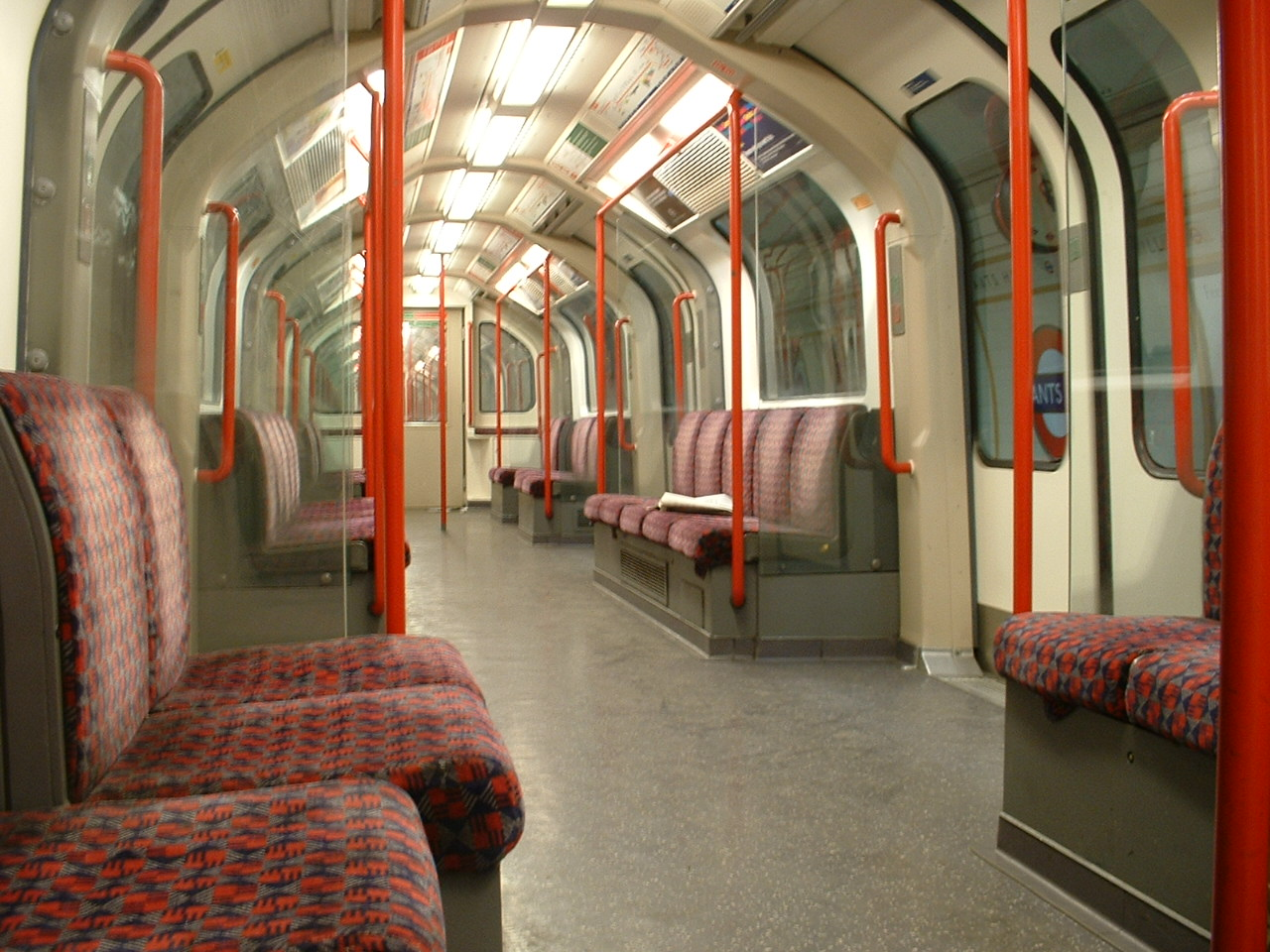
Interieur van een 1992 stock-trein voor de renovatie.
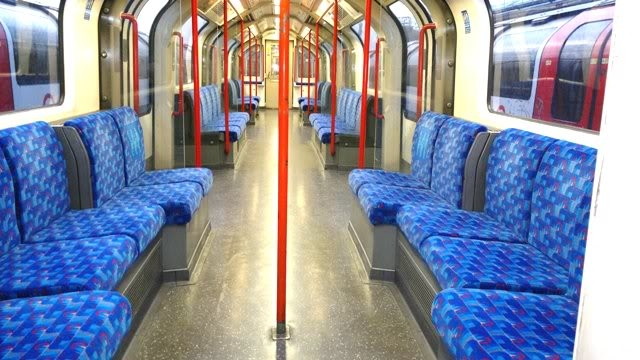
Huidig interieur.
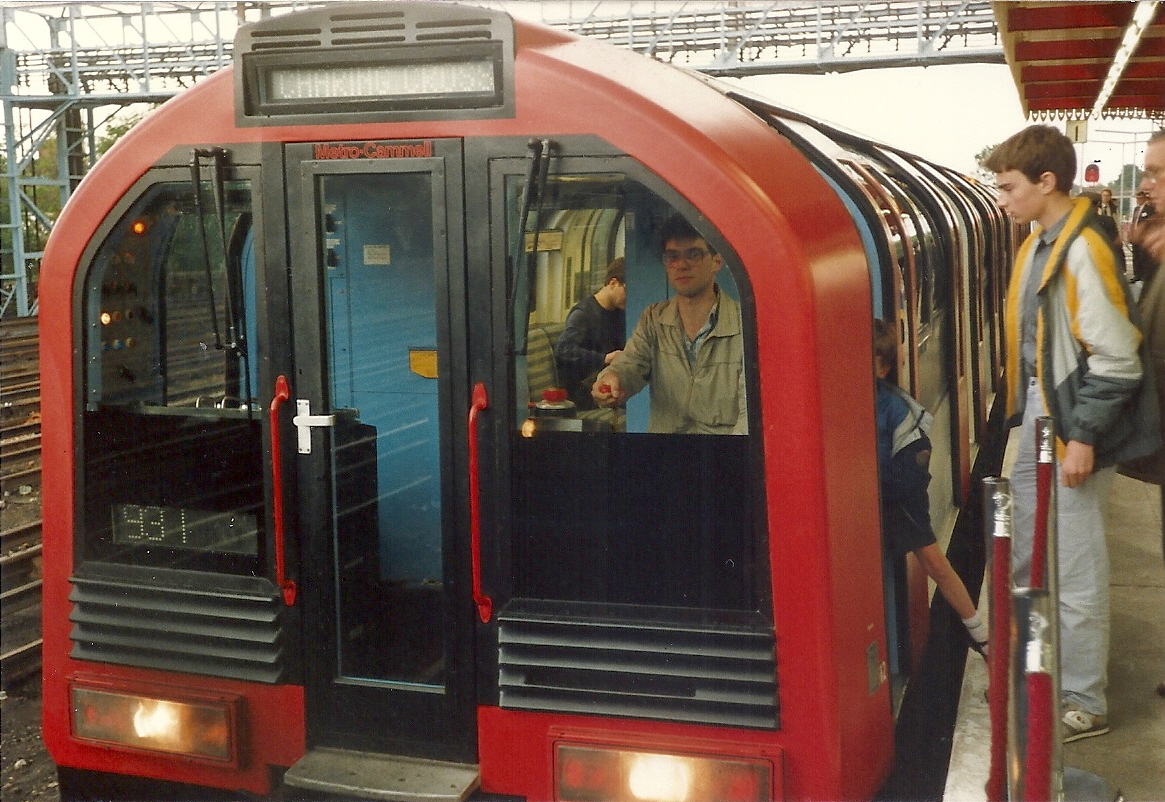
Een prototype treinstel van de 1986 Stock was in 1987 door het publiek te bezichtigen op station Woodford